# Закон о запрете смешанных браков
Закон о запрете смешанных браков (англ. The Prohibition of Mixed Marriages Act; Акт № 55 от 1949 года) — закон эпохи апартеида в Южно-Африканской Республике, запрещавший браки между представителями «белой» и «небелых» рас. Один из первых законов об апартеиде, принятых после прихода к власти Национальной партии в 1948 году. Последующие законодательные акты в рамках политики апартеида, особенно Закон о регистрации населения и Закон о безнравственности 1950 года, способствовали реализации запрета смешанных браков, требуя от всех лиц, проживающих в Южной Африке, регистрироваться в качестве членов одной из четырех официально определенных расовых групп и запрещая внебрачные сексуальные отношения между теми, кто классифицируется как «белые», с одной стороны, и теми, кто классифицируется как «небелые» (чёрные и представители других народов, записанных в «цветные»), с другой. Закон не криминализировал при этом сексуальные отношения между лицами, относимыми к «неевропейцам».

## История

### Предыстория
Смешанные расовые отношения имели место в Южной Африке между голландскими колонизаторами и коренными южноафриканскими женщинами. Хотя смешанные браки не были полностью запрещены до эпохи законодательного закрепления апартеида представителями Национальной партии в 1948 году, в предшествовавшие годы смешанные браки составляли лишь малую часть всех браков в Южной Африке и происходили почти равномерно между четырьмя законодательно определёнными расовыми группами (чёрные, цветные, белые и азиаты).

### Применение закона
С принятием в июле 1949 года Закона о запрете смешанных браков (Закон № 55 от 1949 года), браки или сексуальные отношения между белыми людьми и людьми других расовых групп в Южной Африке были запрещены. Обеспечение соблюдения закона было возложено на полицию, которая часто следовала за людьми до их домов, чтобы убедиться, что они не нарушают закон, и проводила обыски в домах тех, кто, как предполагалось, состоял в смешанном браке. Закон применялся ко всем смешанным бракам между южноафриканцами, поэтому даже браки, заключенные в других странах, не признавались в ЮАР. Наказанием для лиц, уличенных в смешанном браке, стал арест и тюремное заключение. Любой, кто сознательно совершал обряд бракосочетания, нарушающий этот закон, также подлежал наказанию: налагался штраф, не превышающий 50 фунтов. Любой, кто был уличён в лжи священнослужителю, также подлежал наказанию за лжесвидетельство. Поправка к Закону о запрете смешанных браков 1968 года обновила первоначальное законодательство, сделав недействительными межрасовые браки с участием граждан ЮАР, заключенные в других странах.
Некоторые из социальных последствий вступления в смешанный брак включают в себя остракизм со стороны семьи и общества. Одним из примеров является белая южноафриканская секс-работница по имени Этал, которая отметила, что чувствовала себя более принятой своими коллегами, когда была секс-работницей, чем когда вышла замуж за чернокожего африканца.
В 1972 году по этому закону было осуждено более 300 человек. В 1980 году число снизилось до 187 человек, привлеченных к ответственности, и 97 осужденных, при этом к индийцам и цветным стали относиться с большей снисходительностью. В 1982 году премьер-министр Питер Бота благословил белого мужчину Яна Уайтли и его жену из Индии Шеррин на проживание пары на окраине индийского поселения в Питерсбурге.
Закон о запрете смешанных браков был смягчён в рамках Закона о безнравственности и запрете смешанных браков 1985 года, окончательно отменён в 1989 году во время президентства Боты.